# Плоещ
Плоещ (на румънски: Ploiești) е град и административен център на окръг Прахова, Влашко, Румъния. Разположен е на 56 км северно от столицата Букурещ. Градът е девети по големина в страната. Заема около 60 км2. Плоещ е в близост до винарския регион „Дялул Маре-Валя Калугеряска“ и регион „Валя Праховей“ – най-важната туристическа зона в страната.

## География
Климатът е умерен, средната годишна температура е около 10 °C. Валежите са като средните за района – 588 мм. В града преобладават североизточни и югоизточни ветрове, със средна скорост 3,1 м/сек.

## История
Според легендата овчарят Мош Плоайе (Moş Ploaie, буквален превод „Бай Дъжд“) спрял да почине заедно със седемте си овчици на поляна сред боровата гора, която някога покривала тези места. След като намерил тук подслон, прясна вода и плодородна земя, решил да остане и основал поселище, което приело името му. Разказва се също, че в Плоещ имало седем къщи и женски манастир, а следващите преселници си отвоювали земя от гората с помощта на секирите си.
Археологическите разкопки свидетелстват за наличие на древно селище от Мезолита в западната част на Плоещ и друго от Неолита в северната част на града. Намерени са следи от бронзовата ера, от периода 7 пр.н.е.-6 пр.н.е..
За основаването на Плоещ и първите му заселници има малко писмени сведения. Според известния румънски историк Николае Бълческу градът вероятно е съществувал по времето на Мирча Стари (около 1413). Документално, исторически данни за Плоещ се появяват през 1503 г. – тогава в актове на град Брашов за първи път са записани „плоещките каруцари“ Драгой, Тудор, Нягу и други. Наличието на плоещки търговци по пазарите в Трансилвания свидетелстват за това, че градът е бил известен и е разполагал с икономическа база, която му е позволявала да поддържа търговски връзки с градове отвъд планината.
По време на Руско-турската освободителна война в Плоещ се формират първите дружини на българското опълчение. Тук се стичат родолюбци, сподвижници и последователи на делото на Георги Раковски, Васил Левски, Любен Каравелов, Христо Ботев и Георги Бенковски. На 29 април 1877 г. в Плоещ генерал Николай Столетов обявява, че встъпва в длъжност в качеството си на началник на опълчението. По време на тържествена церемония на 18 май на опълчението се връчва Самарското знаме. В града е запазена къщата, в която е бил щабът на ген. Столетов, обозначена с паметна плоча.
Плоещ преживява истински промишлен и търговски бум с откриването и експлоатацията на петролните находища в региона. Около града се появява верига от петролни рафинерии, а печалбата от тях изпълва града с магазини, търговски бюра, ателиета, и образователни институции.
На 1 август 1943 г. и през лятото на 1944 г. Плоещ е бомбардиран от американските Военновъздушни сили и понася сериозни щети. След 1944 г., по време на комунистическия режим, градът запада.

## Население
При преброяванията на населението са регистрирани:
- на 18 март 2002 г. – 232 452 жители;
- през октомври 2011 г. – 209 945 жители.

## Икономика
В града преобладават много големи предприятия, за разлика от недобре развитите малки икономически субекти и сферата на услугите.
Плоещ е на първо място (след Букурещ) по реализирана промишлена продукция. Основните промишлени отрасли са:
- Добив на нефт
- Машиностроене
- Производство на строителни материали
- Производство на керамика
- Химическа промишленост
- Текстилна промишленост

През последните години са създадени над 3000 еднолични търговски дружества или дружества с частен капитал. Въпреки че тук живее едва 28% от населението на Окръг Прахова, градът реализира над 80% от търговията в областта.

## Инфраструктура
Плоещ е важен транспортен възел, през който минават пътните и железопътни артерии, свързващи градовете Букурещ, Брашов, Бузъу, Търговище, Валени де Мунте и Слъник.
Железопътните гари в града са две – Плоещ Юг и Плоещ Запад, плюс крайградската Плоещ Триаж в южната част на града.

## Образование
Първото училище в Плоещ е открито през 1777 г., а след 1832 г. са открити още няколко основни училища. Средно образование се предлага за първи път през 1864 г.
Университети на Плоещ
- Петрологазов университет, основан през 1948 г.[1]
- Университет „Георге Бърицу“, основан през 2002 г.[2]

Основни средни училища в Плоещ
- Националният колеж „Йон Лука Караджале“
- Националният колеж „Михай Витеазул“
- Националният колеж „Жан Моне“
- Бизнес колежа „Виргил Маджару“
- Гимназията „Спиру Харет“
- Националният колеж „Ал. Йоан Куза“
- Националният колеж „Никита Станеску“
- Техническият колеж „Лазар Еделяну“
- Националният колеж „Кармен Силва“
- Военното училище „Константин Брънковяну“
- Гимназията „Тома Соколеску“
- Гимназията по енергетика

## Култура
Театърът в града носи името „Тома Караджиу“.
Музеите на Плоещ
- Музей на петрола
- Музей на изкуствата
- Исторически музей
- Музей на часовника
- Музей по биология

С Плоещ са свързани имената на писателите Йон Лука Караджале, Константин Доброджану-Геря, Йон Басарабеску, Никита Станеску и Гео Богза.

## Галерия
- Плоещка синагога
- Камбанария „Св. Георги“
- Катедрала „Св. Йоан Кръстител“
- Исторически музей
- Централни хали със статуята на Тома Соколеску
- Църква „Св. Войводи“